# Монетарна політика
Монетарна полі́тика (англ. monetary policy) — політика держави, через яку уповноважена державою інституція контролює обсяг пропозиції грошей з метою встановлення цінової стабільності, сприяння економічному зростанню, дотриманню рівня безробіття населення на низькому рівні.
Монетарна політика може бути стимулюючою (експансивною) у разі пом'якшення монетарних умов, зазвичай, зниження відсоткових ставок (або ж збільшення темпів зміни пропозиції грошей понад усталений рівень). Експансійна політика використовується для подолання рецесії, оскільки призводить до зростання сукупного попиту, таким чином стимулюючи економічне зростання та знижуючи рівень безробіття. В звичайний час подібна політика призводить до прискорення інфляції.
Стримуюча (рестриктивна) політика зазвичай використовується задля уповільнення інфляції через протилежний стимулюючій політиці, а саме охолоджуючий вплив на економічне зростання.
Іншою основною складовою державної політики є фіскальна політика, що проводиться Урядом та складається з двох її напрямків — податкової (види та норми податків), а також бюджетної політики (політика видатків).
Грошово-кредитна політика спрямовується на забезпечення економіки економічно необхідним обсягом грошової маси, досягнення ефективного готівкового обігу, залучення коштів суб'єктів господарювання та населення до банківської системи, стимулювання використання кредитних ресурсів на потреби функціонування і розвитку економіки. 

## Опис
Монетарна полі́тика — комплекс заходів щодо регулювання грошової сфери задля досягнення заздалегідь визначених суспільних цілей, які здійснює держава через центральний банк.
У вітчизняній літературі зустрічається термін «грошово-кредитна» політика. Головна ціль монетарної політики полягає в забезпеченні стабільності цін, повної зайнятості і зростанні реального обсягу ВВП. Цілі досягаються за допомогою таких інструментів:
- операції на відкритому ринку;
- відсоткова політика;
- норма обов'язкових резервів;
- вплив на обмінний курс національної валюти.

## Види монетарної політики
- Інфляційне таргетування[2]. Ціллю є рівень інфляції (зазвичай в межах 2-4 %). Основний інструмент — короткострокова відсоткова ставка центрального банку (овернайт, одно-, двотижнева).
- Монетарне таргетування. Ціллю є рівень грошової маси. Основний інструмент — пропозиція грошей центральним банком.
- Таргетування обмінного курсу[3]. Ціллю є рівень обмінного курсу національної валюти по відношенню до певної стабільної валюти. Задля досягнення цілі по величині обмінного курсу центральний банк використовує політику інтервенцій на валютному ринку (купівлю або продаж іноземної валюти).
- Змішаний підхід. Основна ціль чітко не визначається, використовуються як досягнення цілі по інфляції так і по рівню безробіття. Основний інструмент зазвичай процентна ставка центрального банку.

В Україні головним суб'єктом монетарної політики є Національний банк, що відповідно до законодавства України — Конституції України та Закону «Про Національний банк України» має вирішальну роль у її розробленні та реалізації. Основні орієнтири щодо монетарної політики: цілі та напрями викладаються в Основних засадах грошово-кредитної політики Радою Національного банку, що здійснює моніторинг проведення даної політики. Окрім цього, контроль за діями НБУ здійснює Верховна Рада, що регулярно заслуховує доповіді Голови НБУ, зокрема, щодо стану грошово-кредитного ринку в Україні.

## Інструменти монетарної політики
- Операції центрального банку на відкритому ринку державних цінних паперів (якщо ЦБ продає державні цінні папери банківським установам — пропозиція грошей в обігу зменшується, і навпаки)
- Норма обовязкового резервування
- Облікова ставка
- Відсоткові ставки
  - ставки рефінансування центрального банку
- Обмінний курс
  - жорстка прив'язка до іноземної валюти
  - коридор обмінного курсу
  - траєкторія щодо обмінного курсу
  - керований плаваючий курс
  - вільно плаваючий курс

## Характеристика цілей та актуальних завдань
Діяльність НБУ спрямована на виконання функцій та завдань, визначених Конституцією та законами України.
Законом України «Про Національний банк України» визначено пріоритетність цілей при виконанні Національним банком України своєї основної функції відповідно до Конституції України — забезпечення стабільності грошової одиниці України. Пріоритетом грошово-кредитної (монетарної) політики визначено досягнення та підтримку цінової стабільності в державі. Також у цьому законі зазначається, що цінова стабільність — це збереження купівельної спроможності національної валюти шляхом підтримання у середньостроковій перспективі (від 3 до 5 років) низьких, стабільних темпів інфляції, що вимірюються індексом споживчих цін.
Проведення грошово-кредитної політики упродовж найближчих років виходитиме з необхідності сприяння поступовому зниженню темпів інфляції, маючи на меті забезпечення досягнення середньострокової інфляційної цілі — 5 % наприкінці 2019 року.

### Норми інфляції
Визначена наступна траєкторія досягнення середньострокової цілі щодо інфляції:
- 12 % з можливістю відхилення +/-3 % на кінець 2016 року,
- 8 % +/-2 % на кінець 2017 року,
- 6 %±2 % на кінець 2018 року,
- 5 %+/-1 % на кінець 2019 року.

Для успішного функціонування економіки центральні банки мають приділяти увагу не лише підтримці цінової стабільності, а й питанням сприяння фінансовій стабільності. Відповідно, Національний банк має законодавчі повноваження щодо сприяння стабільності банківської системи, що є його другою за пріоритетністю ціллю.
У довгостроковій перспективі стабільність національної грошової одиниці неможлива без забезпечення сталого економічного розвитку. З огляду на це третьою за пріоритетністю ціллю Національного банку є сприяння додержанню стійких темпів економічного зростання та підтримка економічної політики Уряду.
На сьогодні Україна співпрацює з Міжнародним валютним фондом у рамках Механізму розширеного фінансування (EFF). Зобов'язання за програмою співробітництва з МВФ в частині монетарної політики в тому числі містять зобов'язання виконання кількісних критерії ефективності, які узгоджуються з ціллю щодо зниження інфляції.

## Політика НБУ

### 2015 рік
Основні засади грошово-кредитної політики на 2015 рік визначають завдання та показники діяльності Національного банку у середньостроковій перспективі для забезпечення стабільності грошової одиниці України та досягнення цілей, визначених Законом України «Про Національний банк України», і враховують тенденції та прогноз розвитку економіки, бюджетної сфери та грошово-кредитного ринку.
Пріоритетною метою грошово-кредитної політики є досягнення та підтримка цінової стабільності в державі, головним критерієм чого розглядається досягнення та підтримання в середньостроковій перспективі (від 3 до 5 років) низьких стабільних темпів інфляції, що вимірюються індексом споживчих цін у межах 3 — 5 % на рік. Для досягнення пріоритетної мети вживатимуться заходи щодо стабілізації та збалансованого розвитку валютного ринку
З 12.05.2015 діють зміни до засад грошово-кредитної політики, що викладено у вигляді нової редакції засад

### 2014 рік
Основні засади грошово-кредитної політики на 2014 рік визначають завдання грошово-кредитної політики та показники діяльності Національного банку у середньостроковій перспективі для забезпечення стабільності грошової одиниці України та досягнення цілей, визначених Законом України «Про Національний банк України», і враховують тенденції та прогноз розвитку економіки, бюджетної сфери та грошово-кредитного ринку.